# 仲村清栄

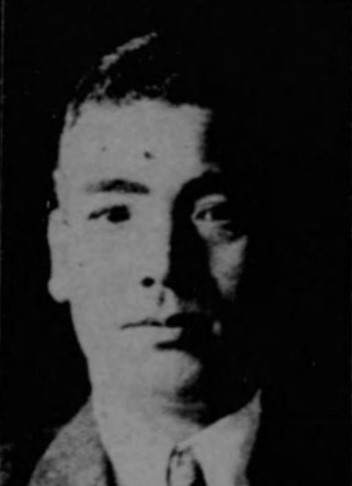
仲村清栄

仲村 清栄（清榮、なかむら せいえい、1904年（明治37年）10月15日 - 1958年（昭和33年）5月27日）は、昭和期の実業家、政治家。貴族院多額納税者議員。

## 経歴
沖縄県那覇区垣花町（現那覇市垣花町）で、清水泡盛醸造元の仲村家に生まれる。1923年（大正12年）那覇市立商業学校を卒業。その後上京して、1927年（昭和2年）、早稲田大学法律科を卒業。
帰郷して家業に従事。その後、沖縄酒造組合連合会代議員、同評議員、那覇商工会議所議員、首里無尽社長などを務めた。
1941年（昭和16年）沖縄県多額納税者として補欠選挙で貴族院多額納税者議員に選出され、同年9月20日に就任し交友倶楽部に所属したが、1942年（昭和17年）12月14日に議員を辞職した。